# Uczelnie niepubliczne w Polsce
Wykaz uczelni niepublicznych działających na podstawie ustawy „Prawo o szkolnictwie wyższym” wpisanych do prowadzonego przez Ministra Nauki i Szkolnictwa Wyższego rejestru uczelni niepublicznych i związków uczelni niepublicznych oraz uczelni kościelnych, których status reguluje szereg innych ustaw i które nie podlegają nadzorowi ministra właściwego do spraw szkolnictwa wyższego (oznaczonych*).
W roku akademickim 2014/2015 w Polsce działały 302 uczelnie niepubliczne, kształcąc 359 178 studentów, zatrudniając 13 074 nauczycieli akademickich i przyznając dyplomy 122 650 absolwentom.
Zestawienie nie zawiera seminariów duchownych, jak również prywatnych kolegiów nauczycielskich, gdyż nie posiadają one rangi uczelni, ani uprawnień do nadawania tytułów zawodowych. Absolwenci takich ośrodków otrzymują zazwyczaj dyplom jednego z polskich uniwersytetów lub jednej z uwzględnionych poniżej szkół kościelnych (wymaga to obrony pracy dyplomowej na uczelni).

## Bartoszyce
- Wyższa Szkoła Bezpieczeństwa w Poznaniu – wydział zamiejscowy

## Bełchatów
- Wyższa Szkoła Menedżerska w Warszawie – wydział zamiejscowy

## Białystok
- Akademia Podlaska w Białymstoku – Akademia Nauk Stosowanych
- Wyższa Szkoła Administracji Publicznej im. Stanisława Staszica
- Wyższa Szkoła Ekonomiczna
- Wyższa Szkoła Finansów i Zarządzania
- Wyższa Szkoła Gospodarowania Nieruchomościami(inne języki) w Warszawie – wydział zamiejscowy
- Wyższa Szkoła Medyczna w Białymstoku
- Wyższa Szkoła Matematyki i Informatyki Użytkowej (w likwidacji)
- Wyższa Szkoła Menedżerska w Białymstoku

## Bielsko-Biała
- Akademia Nauk Stosowanych w Bielsku-Białej
- Bielska Wyższa Szkoła im. Józefa Tyszkiewicza w Bielsku-Białej
- Instytut Teologiczny im. św. Jana Kantego
- Wyższa Szkoła Administracji
- Wyższa Szkoła – Edukacja w Sporcie w Warszawie – wydział zamiejscowy
- Wyższa Szkoła Ekonomiczno-Humanistyczna
- Wyższa Szkoła Informatyki i Zarządzania

## Bochnia
- Staropolska Szkoła Wyższa w Kielcach(inne języki) – wydział zamiejscowy

## Brodnica
- Społeczna Akademia Nauk w Łodzi – wydział zamiejscowy

## Brzeg
- Wyższa Szkoła Humanistyczno-Ekonomiczna

## Bydgoszcz
- Bydgoska Szkoła Wyższa
- Akademia Kujawsko-Pomorska
- Uniwersytet WSB Merito w Poznaniu – wydział zamiejscowy
- Wyższa Szkoła Gospodarki
- Wyższa Szkoła Nauk o Zdrowiu
- Wyższa Szkoła Środowiska
- Uniwersytet WSB Merito Bydgoszcz
- Wyższa Szkoła Informatyki i Umiejętności w Łodzi – wydział zamiejscowy
- Wyższa Szkoła Zarządzania i Psychologii w Poznaniu – wydział zamiejscowy

## Bytom
- Wyższa Szkoła Ekonomii i Administracji w Bytomiu
- Polsko-Japońska Akademia Technik Komputerowych – wydział zamiejscowy

## Chełm
- Wyższa Szkoła Stosunków Międzynarodowych i Komunikacji Społecznej
- Szkoła Wyższa im. Bogdana Jańskiego w Warszawie – wydział zamiejscowy

## Chojnice
- Powszechna Wyższa Szkoła Humanistyczna "Pomerania"
- Sopocka Akademia Nauk Stosowanych – wydział zamiejscowy
- Wyższa Szkoła Gospodarki w Bydgoszczy – wydział zamiejscowy

## Chorzów
- Górnośląska Wyższa Szkoła Przedsiębiorczości im. Karola Goduli
- Wyższa Szkoła Bankowa w Poznaniu – wydział zamiejscowy

## Chrzanów
- Wyższa Szkoła Przedsiębiorczości i Marketingu (w likwidacji)

## Ciechanów
- Wyższa Szkoła Biznesu i Zarządzania
- Wyższa Szkoła Menedżerska w Warszawie – wydział zamiejscowy

## Cieszyn
- Akademia WSB —wydział zamiejscowy

## Częstochowa
- Akademia Polonijna
- Wyższa Szkoła Hotelarstwa i Turystyki
- Wyższa Szkoła Lingwistyczna
- Wyższa Szkoła Zarządzania

## Człuchów
- Wyższa Szkoła Pedagogiczna im. Janusza Korczaka w Warszawie – wydział zamiejscowy

## Dąbrowa Górnicza
- Akademia WSB
- Wyższa Szkoła Planowania Strategicznego

## Dębica
- Wyższa Szkoła Informatyki i Zarządzania w Rzeszowie – wydział zamiejscowy

## Elbląg
- Elbląska Uczelnia Humanistyczno-Ekonomiczna
- Szkoła Wyższa im. Bogdana Jańskiego w Warszawie – wydział zamiejscowy

## Ełk
- Wyższa Szkoła Finansów i Zarządzania w Białymstoku – wydział zamiejscowy
- Wyższa Szkoła Gospodarki w Bydgoszczy – wydział zamiejscowy

## Garwolin
- Społeczna Akademia Nauk w Łodzi – wydział zamiejscowy

## Gdańsk
- Ateneum – Szkoła Wyższa(inne języki)
- Gdańska Szkoła Wyższa
- Gdańska Wyższa Szkoła Humanistyczna(inne języki)
- Polsko-Japońska Akademia Technik Komputerowych – wydział zamiejscowy
- Uniwersytet WSB Merito w Gdańsku
- Uniwersytet WSB Merito w Poznaniu – wydział zamiejscowy
- Wyższa Szkoła Społeczno-Ekonomiczna
- Wyższa Szkoła Turystyki i Hotelarstwa
- Wyższa Szkoła Zarządzania
- Wyższa Szkoła Bezpieczeństwa w Poznaniu – wydział zamiejscowy

## Gdynia
- Pomorska Wyższa Szkoła Nauk Stosowanych (dawniej Pomorska Wyższa Szkoła Humanistyczna)
- Wyższa Szkoła Administracji i Biznesu im. Eugeniusza Kwiatkowskiego
- Uniwersytet WSB Merito w Poznaniu – wydział zamiejscowy
- Wyższa Szkoła Komunikacji Społecznej
- Wyższa Szkoła Zdrowia, Urody i Edukacji w Poznaniu(inne języki) – wydział zamiejscowy

## Giżycko
- Wyższa Szkoła Bezpieczeństwa w Poznaniu – wydział zamiejscowy

## Gliwice
- Akademia WSB — wydział zamiejscowy
- Gliwicka Wyższa Szkoła Przedsiębiorczości
- Wyższa Szkoła Bezpieczeństwa w Poznaniu – wydział zamiejscowy

## Gniezno
- Gnieźnieńska Szkoła Wyższa Milenium

## Gorzów Wielkopolski
- Wyższa Szkoła Biznesu w Gorzowie Wielkopolskim
- Wyższa Informatyczna Szkoła Zawodowa (w likwidacji)

## Grójec
- Wyższa Szkoła Biznesu im. Biskupa Jana Chrapka w Radomiu – wydział zamiejscowy

## Grudziądz
- Uczelnia im. E. Herzberga w Grudziądzu
- Wyższa Szkoła Demokracji

## Gryfice
- Zachodniopomorska Szkoła Biznesu w Szczecinie – wydział zamiejscowy

## Iława
- Szkoła Wyższa im. Pawła Włodkowica w Płocku – filia

## Inowrocław
- Wyższa Szkoła Przedsiębiorczości im. Księcia Kazimierza Kujawskiego w Inowrocławiu
- Wyższa Szkoła Gospodarki w Bydgoszczy – wydział zamiejscowy

## Jasło
- Podkarpacka Szkoła Wyższa im. bł. ks. Władysława Findysza w Jaśle
- Akademia Humanistyczno-Ekonomiczna w Łodzi – wydział zamiejscowy

## Jaworzno
- Akademia WSB — wydział zamiejscowy
- Wyższa Szkoła Bezpieczeństwa w Poznaniu – wydział zamiejscowy

## Jelenia Góra
- Wyższa Szkoła Menedżerska w Legnicy – filia

## Józefów
- Akademia Nauk Stosowanych WSGE im. A. De Gasperi w Józefowie

## Kalisz
- Wyższa Szkoła Finansów i Informatyki im. prof. Janusza Chechlińskiego w Łodzi – wydział zamiejscowy

## Katowice
- Akademia WSB – wydział zamiejscowy
- Górnośląska Wyższa Szkoła Handlowa im. Wojciecha Korfantego
- Międzynarodowa Szkoła Nauk Politycznych
- Szkoła Wyższa Psychologii Społecznej w Warszawie – wydział zamiejscowy
- Śląska Wyższa Szkoła Medyczna
- Śląska Wyższa Szkoła Zarządzania im. gen. Jerzego Ziętka
- Śląska Wyższa Szkoła Informatyczno-Medyczna
- Wyższa Szkoła Bankowości i Finansów
- Wyższa Szkoła Humanistyczna (w likwidacji)
- Wyższa Szkoła Mechatroniki
- Wyższa Szkoła Techniczna
- Wyższa Szkoła Technologii Informatycznych
- Wyższa Szkoła Zarządzania Marketingowego i Języków Obcych
- Wyższa Szkoła Zarządzania Ochroną Pracy
- Wyższa Szkoła Pedagogiczna im. Janusza Korczaka w Warszawie – wydział zamiejscowy
- SWPS Uniwersytet Humanistycznospołeczny – wydział zamiejscowy

## Kętrzyn
- Wyższa Szkoła Informatyki i Ekonomii TWP w Olsztynie – wydział zamiejscowy

## Kielce
- Akademia Nauk Stosowanych im. prof. Edwarda Lipińskiego w Kielcach
- Staropolska Szkoła Wyższa w Kielcach(inne języki)
- Świętokrzyska Szkoła Wyższa w Kielcach
- Wszechnica Świętokrzyska w Kielcach
- Wyższa Szkoła Administracji Publicznej w Kielcach
- Wyższa Szkoła Handlowa im. Bolesława Markowskiego w Kielcach (w likwidacji)
- Wyższa Szkoła Technik Komputerowych i Telekomunikacji w Kielcach
- Wyższa Szkoła Umiejętności im. Stanisława Staszica w Kielcach (w likwidacji)

## Kłodzko
- Wyższa Szkoła Zarządzania „Edukacja” we Wrocławiu – wydział zamiejscowy
- Wyższa Szkoła Medyczna w Kłodzku

## Kołobrzeg
- Społeczna Akademia Nauk w Łodzi – wydział zamiejscowy
- Zachodniopomorska Szkoła Biznesu w Szczecinie – wydział zamiejscowy

## Konin
- Wyższa Szkoła Pedagogiczno-Techniczna
- Wyższa Szkoła Umiejętności Społecznych w Poznaniu – wydział zamiejscowy
- Wyższa Szkoła Kadr Menedżerskich w Koninie(inne języki)

## Kostrzyn nad Odrą
- Wyższa Szkoła Zawodowa (Kostrzyn nad Odrą)

## Koszalin
- Koszalińska Wyższa Szkoła Nauk Humanistycznych
- AlmaMer Szkoła Wyższa w Warszawie – wydział zamiejscowy
- Gdańska Wyższa Szkoła Humanistyczna(inne języki) – filia
- Gdańska Szkoła Wyższa – wydział zamiejscowy

## Kraków
- Uniwersytet Ignatianum w Krakowie*
- Akademia WSB — wydział zamiejscowy
- Uniwersytet Andrzeja Frycza Modrzewskiego w Krakowie
- Krakowska Wyższa Szkoła Promocji Zdrowia(inne języki)
- Małopolska Wyższa Szkoła im. J. Dietla(inne języki)
- Uniwersytet Papieski Jana Pawła II w Krakowie*
- Wyższa Szkoła Bezpieczeństwa Publicznego i Indywidualnego „Apeiron”
- Wyższa Szkoła Ekonomii i Informatyki w Krakowie
- Wyższa Szkoła Europejska im. ks. Józefa Tischnera
- Wyższa Szkoła Ubezpieczeń
- Wyższa Szkoła Zarządzania i Bankowości
- Szkoła Wyższa im. Bogdana Jańskiego w Warszawie – wydział zamiejscowy
- Wyższa Szkoła Gospodarki i Zarządzania w Mielcu – wydział zamiejscowy

## Kutno
- Akademia Nauk Stosowanych Gospodarki Krajowej w Kutnie
- Wyższa Szkoła Umiejętności Społecznych w Poznaniu – wydział zamiejscowy

## Kwidzyn
- Powiślańska Szkoła Wyższa

## Legnica
- Wyższa Szkoła Medyczna
- Wyższa Szkoła Menedżerska (w trakcie likwidacji)
- Papieski Wydział Teologiczny we Wrocławiu* – wydział zamiejscowy

## Leszno
- Wyższa Szkoła Humanistyczna im. Króla Stanisława Leszczyńskiego
- Wyższa Szkoła Marketingu i Zarządzania w Lesznie

## Lubin
- Uczelnia Jana Wyżykowskiego – wydział zamiejscowy

## Lublin
- Katolicki Uniwersytet Lubelski Jana Pawła II*
- Lubelska Szkoła Wyższa im. Króla Władysława Jagiełły (w likwidacji)
- Wyższa Szkoła Ekonomii i Innowacji
- Wyższa Szkoła Humanistyczna im. Alojzego Szubartowskiego (w likwidacji)
- Wyższa Szkoła Nauk Społecznych z siedzibą w Lublinie
- Wyższa Szkoła Przedsiębiorczości i Administracji
- Wyższa Szkoła Społeczno-Przyrodnicza im. Wincentego Pola
- Wyższa Szkoła Pedagogiczna im. Janusza Korczaka w Warszawie – wydział zamiejscowy

## Łomża
- Międzynarodowa Akademia Nauk Stosowanych w Łomży
- Uczelnia Jańskiego w Łomży
- Wyższa Szkoła Zawodowa Ochrony Zdrowia TWP w Łomży

## Łowicz
- Staropolska Szkoła Wyższa w Kielcach(inne języki) – wydział zamiejscowy (dawniej: Mazowiecka Wyższa Szkoła Humanistyczno-Pedagogiczna w Łowiczu)

## Łódź
- Wyższa Szkoła Cosinus
- Salezjańska Wyższa Szkoła Ekonomii i Zarządzania w Łodzi
- Społeczna Akademia Nauk
- Wyższa Szkoła Administracji Publicznej (w likwidacji)
- Wyższa Szkoła Biznesu i Nauk o Zdrowiu(inne języki)
- Wyższa Szkoła Edukacji Zdrowotnej i Nauk Społecznych w Łodzi
- Wyższa Szkoła Finansów i Informatyki im. prof. J. Chechlińskiego
- Wschód-Zachód Szkoła Wyższa im. Henryka Jóźwiaka w Łodzi
- Akademia Humanistyczno-Ekonomiczna
- Wyższa Szkoła Informatyki
- Wyższa Szkoła Kupiecka (w likwidacji)
- Wyższa Szkoła Marketingu i Biznesu (w likwidacji)
- Wyższa Szkoła Pedagogiczna
- Uniwersytet WSB Merito Łódź
- Wyższa Szkoła Sztuki i Projektowania
- Wyższa Szkoła Zawodowa Łódzkiej Korporacji Oświatowej

## Łuków
- Wyższa Szkoła Biznesu i Administracji

## Malbork
- Wyższa Szkoła Gospodarki w Bydgoszczy – wydział zamiejscowy

## Miechów
- Prywatna Wyższa Szkoła Ochrony Środowiska w Radomiu – wydział zamiejscowy

## Mielec
- Wyższa Szkoła Gospodarki i Zarządzania

## Międzyrzec Podlaski
- Katolicki Uniwersytet Lubelski Jana Pawła II* – ośrodek zamiejscowy

## Mysłowice
- Górnośląska Wyższa Szkoła Pedagogiczna im. Kard. Augusta Hlonda

## Myślenice
- Staropolska Szkoła Wyższa w Kielcach(inne języki) – wydział zamiejscowy

## Nowy Sącz
- Wyższa Szkoła Biznesu – National-Louis University
- Wyższa Szkoła Przedsiębiorczości

## Nowy Tomyśl
- Wyższa Szkoła Pedagogiki i Administracji im. Mieszka I w Poznaniu – wydział zamiejscowy

## Olecko
- Wszechnica Mazurska (w likwidacji)

## Olkusz
- Akademia WSB — wydział zamiejscowy

## Olsztyn
- Olsztyńska Szkoła Wyższa im. Józefa Rusieckiego
- Olsztyńska Wyższa Szkoła Informatyki i Zarządzania im. prof. Tadeusza Kotarbińskiego
- Wyższa Szkoła Informatyki i Ekonomii TWP
- Gdańska Szkoła Wyższa – wydział zamiejscowy
- Wyższa Szkoła Pedagogiczna im. Janusza Korczaka w Warszawie – wydział zamiejscowy

## Opatówek
- Wyższa Szkoła Informatyki w Łodzi – wydział zamiejscowy

## Opole
- Szkoła Wyższa im. Bogdana Jańskiego w Warszawie – wydział zamiejscowy
- Uniwersytet WSB Merito Opole
- Akademia Nauk Stosowanych – Wyższa Szkoła Zarządzania i Administracji w Opolu

## Ostrołęka
- Wyższa Szkoła Administracji Publicznej
- Wyższa Szkoła Ekonomiczno-Społeczna

## Ostrów Mazowiecka
- Wyższa Szkoła Finansów i Zarządzania w Białymstoku – wydział zamiejscowy

## Ostrowiec Świętokrzyski
- Wyższa Szkoła Biznesu i Przedsiębiorczości

## Ostrów Wielkopolski
- Społeczna Akademia Nauk w Łodzi – wydział zamiejscowy
- Wyższa Szkoła Kadr Menedżerskich(inne języki) – wydział zamiejscowy

## Otwock
- Warszawska Szkoła Wyższa z siedzibą w Otwocku

## Piła
- Wyższa Szkoła Biznesu (w likwidacji)
- Wyższa Szkoła Gospodarki w Bydgoszczy – wydział zamiejscowy

## Pińczów
- Wyższa Szkoła Umiejętności Zawodowych

## Piotrków Trybunalski
- Wyższa Szkoła Handlowa(inne języki)

## Płock
- Szkoła Wyższa im. Pawła Włodkowica
- Wyższe Seminarium Duchowne Kościoła Starokatolickiego Mariawitów*

## Płońsk
- Uczelnia Techniczno-Handlowa im. Heleny Chodkowskiej – wydział zamiejscowy

## Podkowa Leśna
- Podkowiańska Wyższa Szkoła Medyczna
- Wyższa Szkoła Teologiczno-Humanistyczna im. Michała Beliny-Czechowskiego*

## Polkowice
- Uczelnia Jana Wyżykowskiego

## Poznań
- Collegium Da Vinci
- Poznańska Wyższa Szkoła Biznesu i Języków Obcych
- Uniwersytet WSB Merito w Poznaniu
- Wyższa Szkoła Bezpieczeństwa
- Wyższa Szkoła Edukacji i Terapii
- Wyższa Szkoła Handlu i Rachunkowości (w likwidacji)
- Wyższa Szkoła Handlu i Usług
- Wyższa Szkoła Hotelarstwa i Gastronomii(inne języki)
- Wyższa Szkoła Języków Obcych im. Samuela Bogumiła Lindego
- Wyższa Szkoła Komunikacji i Zarządzania
- Wyższa Szkoła Logistyki
- Wyższa Szkoła Pedagogiki i Administracji im. Mieszka I
- Wyższa Szkoła Umiejętności Społecznych im. prof. Michała Iwaszkiewicza
- Wyższa Szkoła Zarządzania i Bankowości w Poznaniu
- Wyższa Szkoła Zawodowa „Kadry dla Europy”
- Wyższa Szkoła Zawodowa Pielęgnacji Zdrowia i Urody
- SWPS Uniwersytet Humanistycznospołeczny – wydział zamiejscowy

## Pruszków
- Wyższa Szkoła Kultury Fizycznej i Turystyki im. Haliny Konopackiej

## Przasnysz
- Uczelnia Lingwistyczno-Techniczna w Przasnyszu

## Przemyśl
- WSPiA Rzeszowska Szkoła Wyższa
- Wyższa Szkoła Bezpieczeństwa w Przemyślu
- Wyższa Szkoła Informatyki i Zarządzania w Przemyślu

## Przeworsk
- Wyższa Szkoła Społeczno-Gospodarcza

## Puck
- Wyższa Szkoła Zdrowia i Turystyki (w likwidacji)

## Pułtusk
- Akademia im. Aleksandra Gieysztora

## Radom
- Akademia Handlowa Nauk Stosowanych
- Europejska Uczelnia Społeczno-Techniczna w Radomiu
- Prywatna Wyższa Szkoła Ochrony Środowiska
- Radomska Szkoła Wyższa
- Wyższa Inżynierska Szkoła Bezpieczeństwa i Organizacji Pracy
- Wyższa Szkoła Biznesu im. bp. Jana Chrapka

## Ruda Śląska
- Wyższa Szkoła Nauk Stosowanych

## Ryki
- Lubelska Szkoła Wyższa

## Rzeszów
- Wyższa Szkoła Informatyki i Zarządzania
- Wyższa Szkoła Inżynieryjno-Ekonomiczna
- Wyższa Szkoła Zarządzania (w likwidacji)
- WSPiA Rzeszowska Szkoła Wyższa – wydział zamiejscowy

## Sandomierz
- Instytut Teologiczny im. Bł. Wincentego Kadłubka*
- Wyższa Szkoła Humanistyczno-Przyrodnicza Studium Generale Sandomiriense[2]

## Siedlce
- Collegium Mazovia Innowacyjna Szkoła Wyższa

## Siemiatycze
- Nadbużańska Szkoła Wyższa

## Sieradz
- Akademia Humanistyczno-Ekonomiczna w Łodzi – wydział zamiejscowy

## Skierniewice
- Wyższa Szkoła Ekonomiczno-Humanistyczna im. prof. Pieniążka

## Słupsk
- Gdańska Szkoła Wyższa – wydział zamiejscowy
- Wyższa Hanzeatycka Szkoła Zarządzania
- Wyższa Szkoła Gospodarki w Bydgoszczy – wydział zamiejscowy
- Wyższa Szkoła Inżynierii Gospodarki

## Sochaczew
- Wyższa Szkoła Zarządzania i Marketingu

## Sopot
- Europejska Szkoła Wyższa w Sopocie
- Sopocka Akademia Nauk Stosowanych
- Uniwersytet SWPS – wydział zamiejscowy

## Sosnowiec
- Akademia Humanitas
- Wyższa Szkoła Inżynierii Bezpieczeństwa i Ekologii
- Wyższa Szkoła Medyczna

## Stalowa Wola
- Wyższa Szkoła Ekonomiczna w Stalowej Woli
- Polsko-Czeska Wyższa Szkoła Biznesu i Sportu „Collegium Glacense”
- Katolicki Uniwersytet Lubelski Jana Pawła II* – wydział zamiejscowy

## Starachowice
- Wyższa Szkoła Finansów i Informatyki im. prof. J. Chechlińskiego w Łodzi – wydział zamiejscowy

## Stargard
- Zachodniopomorska Szkoła Biznesu w Szczecinie – wydział zamiejscowy
- Stargardzka Szkoła Wyższa Stargardinum

## Starogard Gdański
- Pomorska Szkoła Wyższa(inne języki)

## Sucha Beskidzka
- Wyższa Szkoła Turystyki i Ekologii

## Suwałki
- Wyższa Szkoła Służby Społecznej im. Ks. Franciszka Blachnickiego (w likwidacji)
- Wyższa Szkoła Suwalsko-Mazurska im. Papieża Jana Pawła II

## Szczecin
- Collegium Balticum – Akademia Nauk Stosowanych w Szczecinie
- Szkoła Wyższa im. Bogdana Jańskiego w Warszawie – wydział zamiejscowy
- Wyższa Szkoła Administracji Publicznej
- Uniwersytet WSB Merito w Poznaniu – wydział zamiejscowy
- Akademia Nauk Stosowanych Towarzystwa Wiedzy Powszechnej w Szczecinie
- Wyższa Szkoła Integracji Europejskiej
- Wyższa Szkoła Języków Obcych
- Wyższa Szkoła Kosmetologii i Promocji Zdrowia
- Wyższa Szkoła Sztuki Użytkowej (w likwidacji)
- Wyższa Szkoła Techniczno-Ekonomiczna
- Wyższa Szkoła Zawodowa „Oeconomicus” PTE
- Zachodniopomorska Szkoła Biznesu
- Wyższa Szkoła Pedagogiczna im. Janusza Korczaka w Warszawie – wydział zamiejscowy
- Wyższa Szkoła Zawodowa Pielęgnacji Zdrowia i Urody w Poznaniu – wydział zamiejscowy

## Szczecinek
- Społeczna Akademia Nauk w Łodzi – wydział zamiejscowy

## Środa Wielkopolska
- Wielkopolska Wyższa Szkoła Społeczno–Ekonomiczna

## Świdnica
- Wyższa Szkoła Techniczno-Ekonomiczna

## Świnoujście
- Zachodniopomorska Szkoła Biznesu w Szczecinie – wydział zamiejscowy

## Tarnobrzeg
- Wyższa Szkoła Handlowa im. Bolesława Markowskiego w Kielcach – wydział zamiejscowy
- Społeczna Akademia Nauk – Wydział Zamiejscowy w Tarnobrzegu

## Tarnowskie Góry
- Akademia Nauk Stosowanych – Wyższa Szkoła Zarządzania i Administracji w Opolu – wydział zamiejscowy

## Tarnów
- Małopolska Wyższa Szkoła Ekonomiczna
- Wyższa Szkoła Biznesu – National-Louis University – wydział zamiejscowy
- Uniwersytet Papieski Jana Pawła II w Krakowie* – Wydział Teologiczny Sekcja w Tarnowie
- Akademia Humanistyczno-Ekonomiczna w Łodzi – wydział zamiejscowy

## Tczew
- Gdańska Szkoła Wyższa – wydział zamiejscowy

## Tomaszów Lubelski
- Katolicki Uniwersytet Lubelski Jana Pawła II* – wydział zamiejscowy

## Toruń
- Kolegium Jagiellońskie Toruńska Szkoła Wyższa
- Uniwersytet WSB Merito w Toruniu
- Uniwersytet WSB Merito w Poznaniu – wydział zamiejscowy
- Wyższa Szkoła Filologii Hebrajskiej
- Wyższa Szkoła Gospodarki w Bydgoszczy – wydział zamiejscowy
- Wyższa Szkoła Kultury Społecznej i Medialnej

## Tuchola
- Wyższa Szkoła Zarządzania Środowiskiem

## Tychy
- Akademia WSB — wydział zamiejscowy
- Wyższa Szkoła Zarządzania i Nauk Społecznych im. ks. Emila Szramka (w likwidacji)

## Wałbrzych
- Wyższa Szkoła Zarządzania i Przedsiębiorczości z siedzibą w Wałbrzychu
- Wyższa Szkoła Pedagogiczna TWP w Warszawie – wydział zamiejscowy

## Warszawa
- Akademia Humanistyczno-Ekonomiczna w Łodzi – wydział zamiejscowy
- Akademia Finansów i Biznesu Vistula
- Akademia Leona Koźmińskiego
- Akademia WSB w Warszawie
- AlmaMer Szkoła Wyższa w Warszawie
- Collegium Varsoviense
- Europejska Wyższa Szkoła Biznesu (w likwidacji)
- Europejska Uczelnia
- Europejska Wyższa Szkoła Prawa i Administracji
- Lingwistyczna Szkoła Wyższa
- Papieski Wydział Teologiczny*
- Pedagogium – Wyższa Szkoła Pedagogiki Resocjalizacyjnej (w likwidacji)
- Pedagogium Wyższa Szkoła Nauk Społecznych(inne języki)
- Polsko-Japońska Akademia Technik Komputerowych
- Prawosławne Seminarium Duchowne*
- Prywatna Wyższa Szkoła Businessu, Administracji i Technik Komputerowych
- Staropolska Szkoła Wyższa w Kielcach(inne języki) – wydział zamiejscowy
- Szkoła Główna Turystyki i Rekreacji
- Szkoła Wyższa im. Bogdana Jańskiego
- Szkoła Wyższa Przymierza Rodzin
- Szkoła Wyższa Rzemiosł Artystycznych (w likwidacji)
- Uczelnia Biznesu i Nauk Stosowanych „Varsovia”
- Uczelnia Medyczna im. Marii Skłodowskiej-Curie
- Uniwersytet SWPS
- Uniwersytet  Civitas w Warszawie
- Uniwersytet WSB Merito w Warszawie
- Uniwersytet VIZJA
- Warszawska Akademia Medyczna Nauk Stosowanych
- Warszawska Szkoła Biznesu (w likwidacji)
- Warszawska Szkoła Zarządzania – Szkoła Wyższa(inne języki)
- Warszawska Uczelnia Biznesu i Psychologii „Moderna”
- Warszawska Wyższa Szkoła Ekonomiczna im. Edwarda Wiszniewskiego
- Warszawska Wyższa Szkoła Informatyki
- Wyższa Szkoła Teologiczno-Społeczna
- Wyższa Szkoła Administracyjno-Społeczna
- Wyższa Szkoła Bezpieczeństwa i Ochrony im. Marszałka Józefa Piłsudskiego
- Wyższa Szkoła Dziennikarska im. Melchiora Wańkowicza (w likwidacji)
- Wyższa Szkoła – Edukacja w Sporcie
- Wyższa Szkoła Ekologii i Zarządzania
- Wyższa Szkoła Gospodarowania Nieruchomościami(inne języki)
- Wyższa Szkoła Handlu i Finansów Międzynarodowych im. Fryderyka Skarbka (w likwidacji)
- Uczelnia Łazarskiego
- Wyższa Szkoła Informatyki Stosowanej i Zarządzania
- Wyższa Szkoła Infrastruktury i Zarządzania
- Wyższa Szkoła Komunikowania i Mediów Społecznych im. Jerzego Giedroycia(inne języki) (w likwidacji)
- Wyższa Szkoła Komunikowania, Politologii i Stosunków Międzynarodowych
- Wyższa Szkoła Menedżerska
- Wyższa Szkoła Organizacji Turystyki i Hotelarstwa (w likwidacji)
- Wyższa Szkoła Pedagogiczna im. Janusza Korczaka
- Wyższa Szkoła Pedagogiczna ZNP
- Wyższa Szkoła Promocji, Mediów i Show Businessu(inne języki)
- Wyższa Szkoła Rehabilitacji
- Wyższa Szkoła Społeczno-Ekonomiczna
- Wyższa Szkoła Stosunków Międzynarodowych i Amerykanistyki
- Wyższa Szkoła Sztuk Wizualnych i Nowych Mediów (w likwidacji)
- Wyższa Szkoła Techniczno-Ekonomiczna w Warszawie
- Wyższa Szkoła Technologii Informatycznych
- Wyższa Szkoła Turystyki i Języków Obcych
- Wyższa Szkoła Zarządzania i Prawa im. Heleny Chodkowskiej
- Wyższa Szkoła Zarządzania Personelem
- Wyższa Szkoła Zarządzania / Polish Open University
- Wyższa Szkoła Zawodowa Kosmetyki i Pielęgnacji Zdrowia(inne języki)
- Wyższe Baptystyczne Seminarium Teologiczne*
- Wyższe Seminarium Duchowne Kościoła Polskokatolickiego*
- Wyższe Seminarium Teologiczne im. Jana Łaskiego*
- Społeczna Akademia Nauk w Łodzi – wydział zamiejscowy
- Wyższa Szkoła Kultury Fizycznej i Turystyki im. Haliny Konopackiej w Pruszkowie – wydział zamiejscowy

## Wejherowo
- Kaszubsko-Pomorska Szkoła Wyższa w Wejherowie

## Włocławek
- Wyższa Szkoła Humanistyczno-Ekonomiczna
- Wyższa Szkoła Informatyki w Łodzi – wydział zamiejscowy

## Wodzisław Śląski
- Akademia Humanistyczno-Ekonomiczna w Łodzi – wydział zamiejscowy

## Wołomin
- Wyższa Szkoła Współpracy Międzynarodowej i Regionalnej im. Zygmunta Glogera

## Wrocław
- Akademia Techniczno-Informatyczna w Naukach Stosowanych
- Dolnośląska Szkoła Wyższa
- Ewangelikalna Wyższa Szkoła Teologiczna
- Metropolitalne Wyższe Seminarium Duchowne*
- Międzynarodowa Wyższa Szkoła Logistyki i Transportu
- Niepubliczna Wyższa Szkoła Medyczna
- Papieski Wydział Teologiczny*
- SWPS Uniwersytet Humanistycznospołeczny – wydział zamiejscowy
- Szkoła Wyższa Rzemiosł Artystycznych i Zarządzania
- Uniwersytet WSB Merito we Wrocławiu
- Wyższe Seminarium Duchowne Franciszkanów*
- Wyższe Seminarium Duchowne Ojców Klaretynów*
- Wyższe Seminarium Duchowne Ojców Sercanów*
- Wyższa Szkoła Filologiczna
- Wyższa Szkoła Fizjoterapii
- Wyższa Szkoła Handlowa
- Wyższa Szkoła Humanistyczna
- Wyższa Szkoła Prawa
- Wyższa Szkoła Sportu
- Wyższa Szkoła Informatyki i Zarządzania „Copernicus”
- Wyższa Szkoła Zarządzania „Edukacja”
- Wyższa Szkoła Zarządzania i Bankowości w Poznaniu, Filia we Wrocławiu

## Wyszków
- Szkoła Wyższa im. Pawła Włodkowica w Płocku – filia

## Zamość
- Wyższa Szkoła Humanistyczno-Ekonomiczna im. Jana Zamoyskiego
- Wyższa Szkoła Zarządzania i Administracji w Zamościu

## Zabrze
- Szkoła Wyższa im. Bogdana Jańskiego w Warszawie – wydział zamiejscowy

## Zawiercie
- Wyższa Szkoła Administracji i Zarządzania (w likwidacji)

## Zielona Góra
- Lubuska Wyższa Szkoła Zdrowia Publicznego w Zielonej Górze
- Zachodnia Wyższa Szkoła Handlu i Finansów Międzynarodowych im. Jana Pawła II (w likwidacji)

## Żary
- Łużycka Szkoła Wyższa im. Jana Benedykta Solfy z siedzibą w Żarach

## Żyrardów
- Collegium Masoviense – Wyższa Szkoła Nauk o Zdrowiu

## Żywiec
- Akademia WSB — wydział zamiejscowy
- Beskidzka Wyższa Szkoła Umiejętności w Żywcu